# Urania, Stockholm
För andra betydelser, se Urania (olika betydelser).
Populärvetenskapliga institutet Urania var ett populärvetenskapligt institut vilket öppnades 1928 på Narvavägen 31 på Östermalm i Stockholm med ingenjör Oscar Karlowitch Larsson (1865–1938) som grundare och föreståndare. Institutet stängdes 1938.